# Boucieu-le-Roi
Boucieu-le-Roi ist eine französische Gemeinde mit 247 Einwohnern (Stand 1. Januar 2022) im Département Ardèche in der Region Auvergne-Rhône-Alpes. Die Bewohner werden Boucicois und Boucicoises oder Bouciliens und Bouciliennes genannt.

## Geografie
Die Gemeinde liegt im Haut Vivarais, im Nordosten des Départements, im Tal des Flusses Doux. Nachbargemeinden sind Saint-Félicien und Colombier-le-Vieux. Die nächstgelegene Stadt ist Tournon-sur-Rhône in zwölf Kilometer Entfernung.
Die Gemeinde erhielt die Auszeichnung „Zwei Blumen“, die vom Conseil national des villes et villages fleuris (CNVVF) im Rahmen des jährlichen Wettbewerbs der blumengeschmückten Städte und Ortschaften verliehen wird.

## Geschichte
Boucieu ist heute noch als ehemalige Hauptstadt des Haut Vivarais bekannt, als die Gemeinde noch eine der reichsten in der gesamten Umgebung war und großen Einfluss auf die Politik der Region hatte. Im Jahre 1291 errichtete Philippe-le-Bel sogar eine Ballei der Tempelritter im Ort sowie das dort untergebrachte königliche Justizgericht auf dem Gebiet des damaligen Lehnsherren Géronton de Saint-Romain-Valmordane. Der König gewährte den Bürgern sogar ein Gesetz zur Gebührenfreiheit, sodass die Einwohner bis zum Jahr 1789 ein Großteil der Steuern nicht bezahlen mussten.
1712 kam das Dorf unter dem Impuls des katholischen Missionars Pierre Vigne zu neuem Ruhm. Der Gründer des Ordens der Schwestern vom Heiligen Sakrament von Valence, der sowohl religiös, als auch medizinisch und missionierend aktiv war, lebte von 1710 bis 1740 in Boucieu.
Während der Französischen Revolution trug der Ort den Namen Boucieu-le-Doux.

### Bevölkerungsentwicklung
| Jahr                       | 1962 | 1968 | 1975 | 1982 | 1990 | 1999 | 2009 | 2016 |
| Einwohner                  | 357  | 363  | 287  | 256  | 277  | 259  | 279  | 274  |
| Quellen: Cassini und INSEE |      |      |      |      |      |      |      |      |

## Kultur und Sehenswürdigkeiten

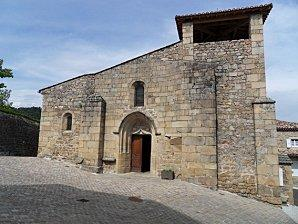
Kirche Saint-Jean-l’Evangéliste

Boucieu-le-Roi ist ein Dorf mit alten Häusern und engen Gassen. Zu den besonderen Bauwerken zählen das Haus der früheren Ballei, sowie die Kirche Saint-Jean-l’Evangéliste, die im 13. Jahrhundert erbaut und im 15. Jahrhundert restauriert wurde. Ihren endgültigen Namen erhielt sie erst 1492. Heute gilt die Kirche als Zeitzeuge der wechselhaften Geschichte der Gemeinde, denn auch sie wurde mehrmals modifiziert und den zu dieser Zeit modernen Baustilen angepasst. So wurden in der Mitte des 16. Jahrhunderts an jeder Seite des Kirchenschiffs Votivkapellen angebaut. Auf den Bausteinen hat man darüber hinaus die zahlreichen Religionskriege (auch „Cevennenkriege“ genannt) notiert, die in dieser Gegend stattfanden. 1574 wurde sie von den Protestanten zum Tempel erhoben, 1617 aber wieder zur Kirche ernannt. Außerdem beheimatet der Ort auch heute noch ein altes Oratorium.
Die Pont du Roi, eine Brücke über den Fluss Doux wurde ebenfalls 1492, zusammen mit der Kirche eingeweiht. Nur wenige Schritte davon entfernt existierte im Mittelalter noch eine alte römische Bogenbrücke, die von einer Besiedlung der Gemeinde bereits in der Antike zeugte. Sie wurde zu Beginn des 18. Jahrhunderts während der Cevennenkriege zerstört, sodass heute nur noch die zwei Brückenköpfe erhalten sind.
Die Chemin de Fer du Vivarais, eine meterspurige Museumsbahn, die Touristen durch die Landschaft des Vivarais führte, machte Halt am örtlichen Bahnhof. Seit 1969 verkehrte die Bahn zwischen Tournon-sur-Rhône und Lamastre, der Betrieb musste jedoch aus Sicherheitsgründen vorübergehend eingestellt werden (Stand 2011).
Seit 1880 ist im alten Herrenschloss von Boucieu das Museum über den Priester Pierre Vigne untergebracht. Das Gebäude wurde von der Gemeinschaft Supérieure Générale de la Congrégation du Saint-Sacrement zurückgekauft und zeigt diverse Ausstellungsobjekte aus dem täglichen Leben des Missionars und seines Ordens. Das Haus von Pierre Vigne beherbergt ebenfalls einen kleinen Teil der Ausstellung. Hier wurde auch die Kongregation seines Ordens gegründet. Sein Körper wurde der Legende nach in einer der Kapellen der Kirche begraben. Am 3. Oktober 2004 wurde Pierre Vigne von Papst Johannes Paul II. seliggesprochen. Ein großer Kreuzweg, der auch Grand Voyage de Pierre Vigne genannt wurde und an 39 verschiedenen Kapellen der Region Station macht, erinnert noch heute an den berühmtesten Bürger der Gemeinde. Er beginnt an der Mauer der örtlichen Kirche.

## Persönlichkeiten
- Pierre Vigne (1670–1740), Missionar der katholischen Kirche und Gründer der Congrégation du Saint-Sacrement, lebte von 1710 bis 1740 in Boucieu